# Sven Svennerud
Sven Edvard Eliezer Svennerud, född 10 oktober 1911 i Karlskrona, död 15 augusti 1990, var en svensk läkare. Han var bror till Anders Svennerud.
Svennerud, som var son till riksbanksdirektör Harald Svensson och Alma Brunberg, blev efter studentexamen i Malmö 1932 medicine kandidat vid Lunds universitet 1938, medicine licentiat 1942, medicine doktor 1959 på avhandlingen Dysmenorrhoea and absenteeism: some gynaecologic and medico-social aspects och docent i obstetrik och gynekologi vid Lunds universitet samma år.
Svennerud var t.f. underläkare på Hässleholms lasarett och vid kvinnokliniken på Malmö allmänna sjukhus 1943–1944, underläkare vid kirurgiska avdelningen på Skellefteå lasarett 1944–1948, vid obstetrisk-gynekologiska avdelningen på Kristianstads lasarett 1948–1951, vid kvinnokliniken på Malmö allmänna sjukhus 1951 och överläkare vid kvinnokliniken på Karlskrona lasarett från 1962. Han författade skrifter i gynekologi och socialmedicin.
Sven Svennerud är begravd på Tvings kyrkogård.